# Albertina Berkenbrock
Albertina Berkenbrock (São Luís, Brazil, 11. travnja 1919. – 15. lipnja 1931.), brazilska djevojka njemačkog podrijetla, mučenica, proglašena blaženom u Katoličkoj Crkvi.

## Životopis
Albertina je rođen u São Luísu u brazilskoj državi Santa Catarina. Njezini baka i djed emigrirali su iz njemačkog mjesta Schöppingena u Brazil sa svoje troje djece. Jedan od njih bio je Johann Hermann, koji će postati Albertinin otac. Johann je oženio Elisabeth Schmöller i par je imao devetero djece. Bili su pobožna poljodjelska obitelj, koja je redovito pohađala crkvu i nastojala živjeti u skladu s katoličkom vjerom u svakodnevnom životu.
Albertina je krštena 25. svibnja 1919., a svetu potvrdu je primila 9. ožujka 1925. Dana 16. kolovoza 1928., kada je primila svoju prvu pričest, opisala je to iskustvo kao najljepši dan svog života. Imala je posebnu pobožnost prema Blaženoj Djevici Mariji i sv. Alojziju Gonzagi, svecu zaštitniku São Luísa, njenog rodnog mjesta.
Dana, 15. lipnja 1931., Maneco Palhoça, jedan od očevih zaposlenika, pokušao je silovati Albertinu. Ona se odupirala, a kada je napadač konačno shvatio da neće uspjeti, ubio ju je prerezavši joj grkljan nožem. Pokušao je za svoj zločin okriviti drugoga. Kasnije je prepoznat kao osumnjičeni, uhićen je i priznao je Albetinino ubojstvo, kao i još dva ubojstva. Osuđen je na doživotni zatvor. Tamo je priznao drugim zatvorenicima, da je ubio Albertinu jer je odbijala njegove pokušaje silovanja. Albertina Berkenbrock smatra se mučenicom u obrani kreposti. Papa Benedikt XVI. proglasio je Albertinu blaženom 20. listopada 2007. Njezin spomendan je 15. lipnja.